# モフタル・ルビス
モフタル・ルビス（Mochtar Lubis、[moxˈtar luˈbɪs]、1922年3月7日 - 2004年7月2日）は、インドネシアのバタック人ジャーナリスト、小説家で、新聞『インドネシア・ラヤ (Indonesia Raya)』や月刊文芸誌『ホリソン (Horison)』の共同創設者となった。彼の小説『ジャカルタの黄昏 (Senja di Jakarta)』は、インドネシア語の小説とした初めて英語に翻訳された。彼はスハルトを批判したため、スハルトによって投獄された。

## 経歴
ルビスは1922年3月7日に、スマトラ島のケリンチ県スンガイ・ぺヌフで、高位の公務員であったラジャ・パンダポタン・ルビス (Raja Pandapotan Lubis) とその妻の間に生まれた。彼は、12人きょうだいの6番目の子どもであった。
子どもの頃から児童文学を書き、メダンで発行されていた新聞『Sinar Deli』の紙上で発表されていた。青年期には、しばしばスマトラ島のジャングルを歩き回った。後に彼は、この時期の二つの出来事を小説にしており、しっかりした作りながら放棄された小屋を見かけたことや、間近で虎を見たことなどが小説『虎！虎！ (Harimau! Harimau!)』のインスピレーションとなった。
高校卒業後、彼は北スマトラ州のニアス島で教師として働いた。しかし、1年後にはバタヴィアへ赴き、銀行で働き始めた。やがて第二次世界大戦が勃発し、1942年に日本がインドネシアを占領すると、ルビスは日本人のために働くようになり、同盟通信社の記者となって、大日本帝国陸軍のために国際ニュースの翻訳にあたった。

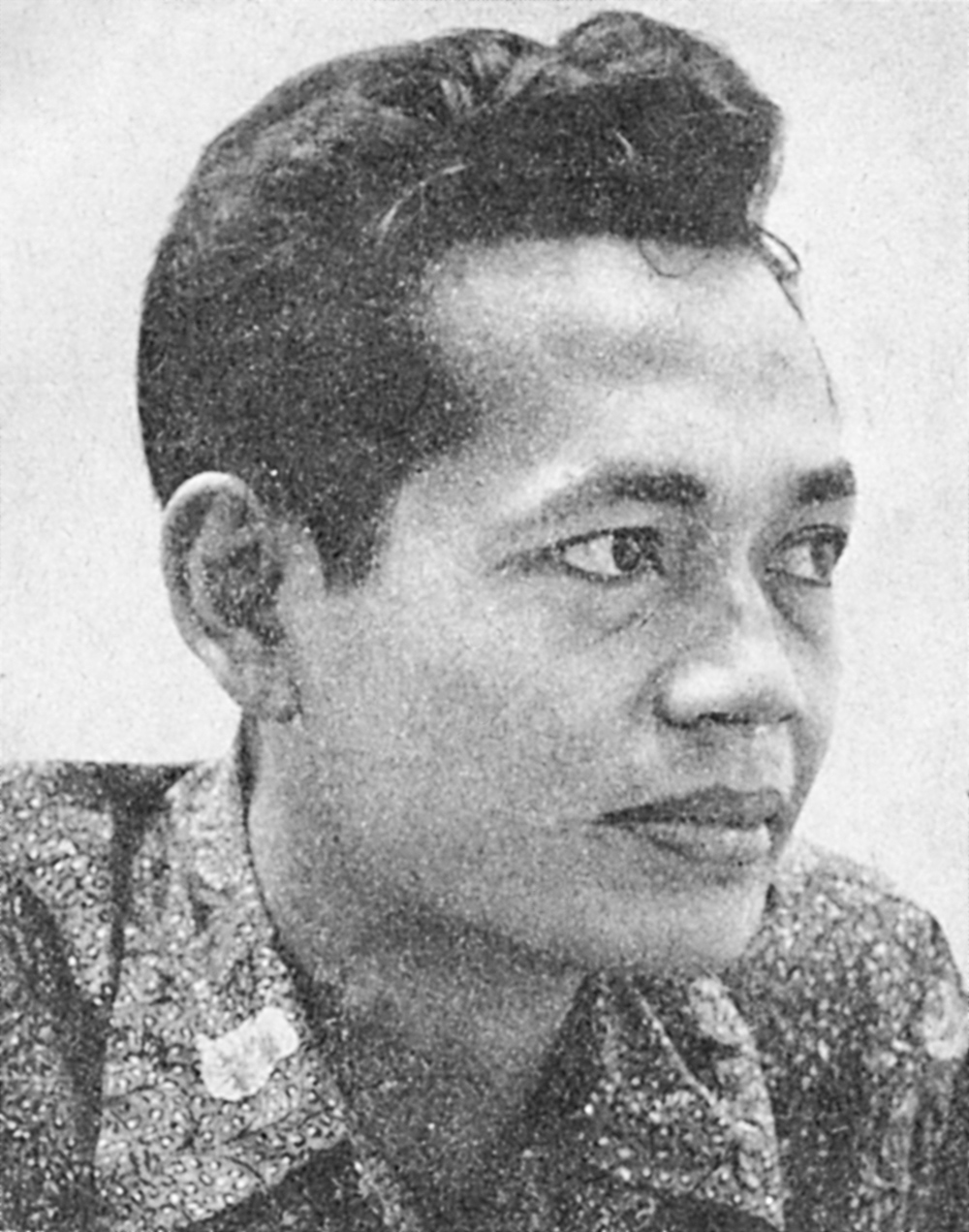
1955年頃のルビス

1945年にインドネシア独立宣言が出されると、ルビスはインドネシアのニュース通信社アンタラの記者となった。アンタラの記者として、彼は1947年のアジア関係会議を取材した。同じ時期に彼は、小説『果てしなき道 (Jalan Tak Ada Ujung)』を書き、インドネシア視覚芸術協会 (the Indonesian Visual Artists Association) に加わった。
1949年、彼は新聞『インドネシア・ラヤ』の共同創設者となり、後に同紙の編集長となった。同紙の編集長として、批判的な記事を書き、何度となく投獄されたが、特に1957年から1966年にかけては東ジャワ州マディウンに収監されていた。1955年、同紙の編集者だった彼は、バンドン会議のために3週間インドネシアを訪れていたアフリカ系アメリカ人作家リチャード・ライトを招いた。『インドネシア・ラヤ』は1955年4月から5月にかけて、ライトに関する記事をいくつも掲載した。
1975年2月4日、彼は、日本の首相田中角栄の訪問中に発生した1974年のマラリ事件に関係したとして逮捕された。『インドネシア・ラヤ』も、プルタミナの腐敗スキャンダルを報じたとして、事件の少し後から発行禁止となった。彼は、裁判もないままヌサ・カンバンガン島のニルバヤ監獄 (Nirbaya prison) に2か月投獄され、1975年4月14日に釈放された。彼は、他にも裁判のないまま何年も投獄されている者がいるとして、インドネシア空軍の元司令官オマル・ダニの例を挙げた。収監中、彼は熱心にヨガを実践するようになった。
彼が創設したり、共同創設者となった雑誌や組織は多数にのぼるが、その中には、1970年のオボル・インドネシア財団 (the Obor Indonesia Foundation)、雑誌『ホリソン』、インドネシア緑化財団 (the Indonesian Green Foundation) などが含まれている。彼は、公然とインドネシアにおける報道の自由の必要を訴え、正直な、ナンセンスなことを書かない記者としての評価を得ていた。2000年、国際新聞編集者協会は、過去50年間における50人の「World Press Freedom Heroes（世界報道の自由のヒーローたち）」のひとりとして彼を指名した
。
晩年、長らくアルツハイマー病を患っていた彼は、メディストラ病院で、2004年7月2日に、82歳で死去した。彼は、ジェルク・プルト墓地の、妻の隣に埋葬された。彼の葬儀には、何百人もの弔問客が集まり、ジャーナリストで作家でもあるロシハン・アンワルやラマダン・K・Hも参列した。
彼は、シティ・ハリマフ (Siti Halimah) と結婚していたが、妻は2001年に先立った。ふたりの間には3人の子どもたちが生まれ、孫は8人いた。

## 受賞
1958年、ルビスはラモン・マグサイサイ賞の報道・文学・創造的情報伝達賞を、編集者であるロバート・ディックとともに受賞した。
ルビスの小説『虎！虎！』は、1975年に教育文化省傘下の Yayasan Buku Utama により、最優秀書籍に指名され、1979年には出版社プスタカ・ジャヤの親組織に当たる Yayasan Jaya Raya から賞を授与された。

## 作品

### 小説
| 年   | 題                  | 日本語題         | 英語題                | 注記                                                |
| ---- | ------------------- | ---------------- | --------------------- | --------------------------------------------------- |
| 1950 | Tidak Ada Esok      | 明日はない       | There is No Tomorrow  |                                                     |
| 1952 | Jalan Tak Ada Ujung | 果てしなき道     | The Never-ending Road | Badan Musyawarah Kebudayaan Nasional から賞を受賞。 |
| 1963 | Senja di Jakarta    | ジャカルタの黄昏 | Twilight in Jakarta   | オリジナル版は英語。マレー語版は、1964年。          |
| 1966 | Tanah Gersang       |                  | Barren Land           |                                                     |
| 1975 | Harimau! Harimau!   | 虎！虎！         | Tiger! Tiger!         | Yayasan Buku Utama から年間最優秀書籍に選定。       |
| 1977 | Maut dan Cinta      |                  | Death and Love        | Yayasan Jaya Raya から賞を受賞。                    |

### 短編集
| 年   | 題        | 英語題     |
| ---- | --------- | ---------- |
| 1950 | Si Jamal  | The Beauty |
| 1956 | Perempuan | Women      |